# Masarykova lípa
Označení Masarykova lípa nese řada památných a pamětních stromů vysazených na počest Tomáše Garrigue Masaryka.

## Seznam Masarykových lip
Seznam není kompletní.
| Umístění     | Obrázek | Okres         | Druh           | Výsadba        | Stav | Galerie | Popis |
| ------------ | ------- | ------------- | -------------- | -------------- | ---- | ------- | --- |
| Bechyně      |         | Tábor         |                | 29. říjen 1919 | ok   |         | na Masarykově náměstí, vysazena na počest vzniku ČSR - upravena 28. října 1990 - tabulka s popisem z roku 1990 |
| Benetice     |         | Třebíč        |                | 19. duben 1919 | ok   |         | pod kostelem sv. Marka, na počest vzniku ČSR - upravena 23. března 2013 - z poloviny uschlá |
| Bezkov       |         | Znojmo        |                | 1930           |      |         | vysazena před školou starostou obce Josefem Brechtou, předsedou mšr Josefem Párem, náčelníkem hasičského sboru Františkem Švédou, předsedou Spoř. a zál. spolku Janem Molíkem, místostarostou obce Františkem Klikou a správcem školy |
| Běleč        |         | Kladno        |                |                | ok   |         | horní náves (Draha) |
| Brno         |         | Brno-město    |                | 14. září 1938  | †    |         | k příležitosti ročního výročí úmrtí, ve školní zahradě Hapalova 6/02, již neexistuje |
| Kopřivnice   |         | Kroměříž      |                | 7. březen 1920 | †    |         | k příležitosti 70. narozenin vysazena před měšťanskou školu, 1928 přesazena na náměstí za pomník, následně uschla |
| Krčín        |         | Náchod        | lípa zelená    | 13. duben 1919 | ok   |         | vyhlášena jako památný strom |
| Martinice    |         | Nový Jičín    |                |                | ok   |         | |
| Nová Dědina  |         | Kroměříž      |                | 9. březen 1919 |      |         | před domem č. 44, 10. července 1938 byl odhalen Masarykův pomník u lípy, později přisazena další lípa |
| Nový hrad    |         | Blansko       |                | 1925           | ok   |         | Na turistickém rozcestí Nový hrad asi 250 metrů JV od hradu |
| Radíkov      |         | Olomouc       |                |                | ok   |         | u 9. zastavení naučné stezky Svatý kopeček |
| Řečkovice    |         | Brno-město    |                | 14. září 1938  | †    |         | k příležitosti ročního výročí úmrtí, ve školní zahradě, odstraněna za protektorátu |
| Stachy       |         | Prachatice    |                | 1928           | ok   |         | na náměstí |
| Velešín      |         | Český Krumlov |                |                | ok   |         | jižní část náměstí, původně mezi čtyřmi smrky (odstraněné roku 2011) |
| Vlkov        |         | Tábor         |                | 2. květen 1935 | ok   |         | kmen chráněný oplocením |
| Záblatí      |         | Karviná       | lípa malolistá | 7. březen 1935 | †    |         | u sokolovny, poražena 7. prosince 2011 pro rozsáhlé napadení jmelím, v plánu výsadby nové lípy velkolisté |
| Židlochovice |         | Brno-venkov   |                | 7. březen 1930 | ok   |         | v jižní části obory, pomníček |